# يوناس هوملز
يوناس هوملز (بالألمانية: Jonas Hummels) (5 أغسطس 1990 في ألمانيا - ) هو لاعب كرة قدم ألماني في مركز الدفاع. لعب مع بايرن ميونخ ونادي أونترهاخينغ وSpVgg Unterhaching II ‏.

## وصلات خارجية
- يوناس هوملز على موقع قاعدة بيانات كرة القدم.إي يو (الإنجليزية)
- يوناس هوملز على موقع بيانات كرة القدم. دي إي (الألمانية)
- يوناس هوملز على موقع عالم كرة القدم.نت (الإنجليزية)